# Charles Hillyer Brand

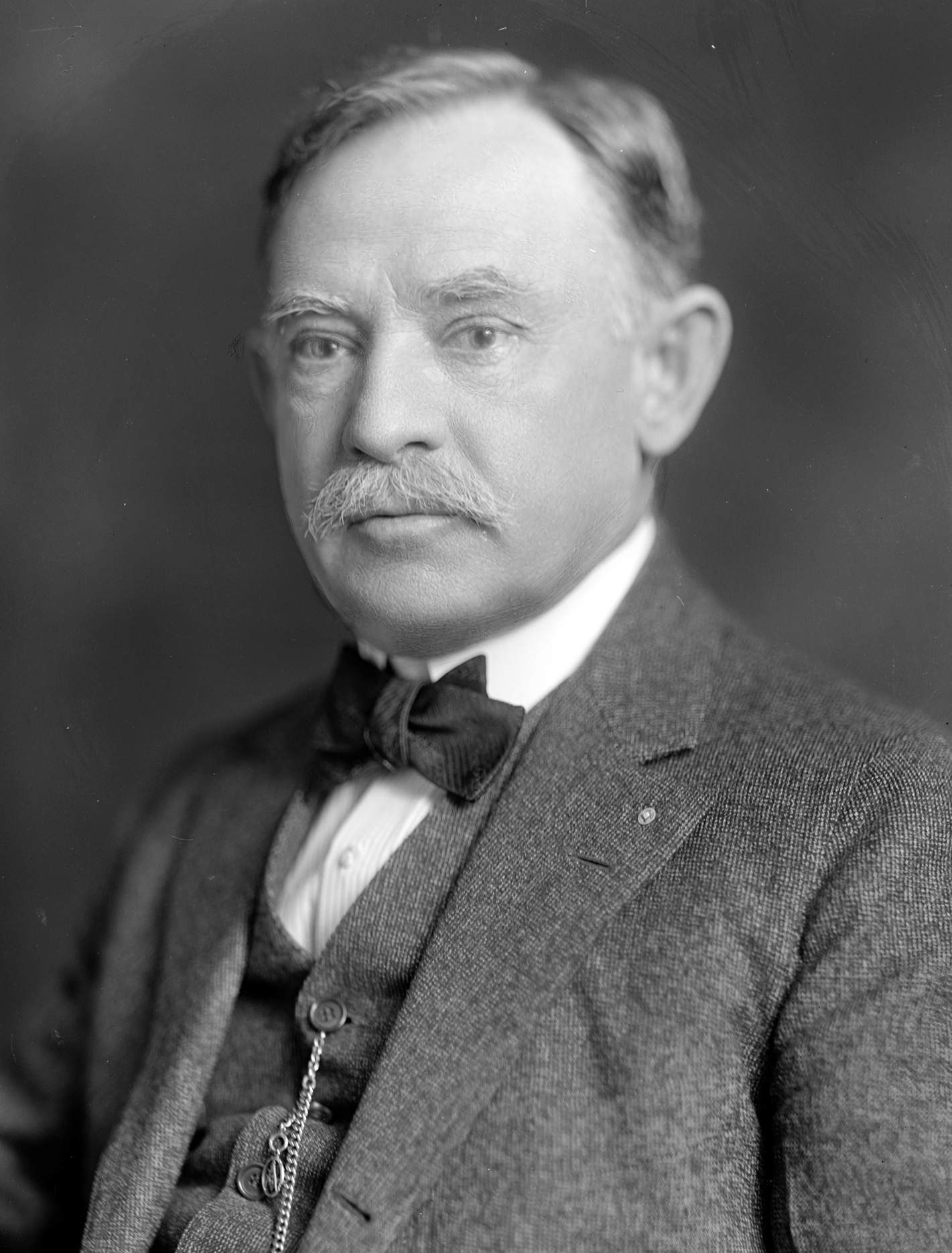
Charles Hillyer Brand

Charles Hillyer Brand (* 20. April 1861 in Loganville, Walton County, Georgia; † 17. Mai 1933 in Athens, Georgia) war ein US-amerikanischer Politiker. Zwischen 1917 und 1933 vertrat er den Bundesstaat Georgia im US-Repräsentantenhaus.

## Werdegang
Charles Brand besuchte die öffentlichen Schulen seiner Heimat und studierte danach bis 1881 an der University of Georgia in Athens. Nach einem anschließenden Jurastudium und seiner im Jahr 1882 erfolgten Zulassung als Rechtsanwalt begann er in seinem neuen Beruf zu arbeiten. Gleichzeitig schlug er als Mitglied der Demokratischen Partei eine politische Laufbahn ein. In den Jahren 1894 und 1895 war er Mitglied und Präsident des Senats von Georgia. In den folgenden Jahren wurde Brand auch im Bankgewerbe tätig. Er war Präsident der Brand Banking Co. in Lawrenceville sowie Direktor der Georgia National Bank und der American State Bank. Zwischen 1896 und 1904 war Brand Staatsanwalt im westlichen Gerichtsbezirk von Georgia. Danach fungierte er von 1906 bis 1917 als Richter am Superior Court.
Bei den Kongresswahlen des Jahres 1916 wurde ursprünglich der Amtsinhaber Samuel Joelah Tribble für den achten Wahlbezirk von Georgia in das US-Repräsentantenhaus in Washington gewählt. Dieser starb noch vor Ablauf seiner vorherigen Legislaturperiode. In der Folge wurden zwei Nachwahlen abgehalten. Dabei wurde Tinsley W. Rucker in den Kongress gewählt, um zwischen dem 11. Januar und dem 3. März 1917 die laufende Legislaturperiode zu beenden. Charles Brand wurde für die am 4. März 1917 beginnende neue Legislaturperiode gewählt. Nach sieben Wiederwahlen konnte er bis zu seinem Tod am 17. Mai 1933 im Kongress verbleiben. Seit dem 4. März 1933 vertrat er dort den zehnten Distrikt seines Staates. In seine Zeit als Kongressabgeordneter fielen unter anderem der Erste Weltkrieg sowie die Verabschiedung des 18., des 19. und des 20. Verfassungszusatzes.